# رانكو ستوييتش
رانكو ستوييتش (بالصربية: Ранко Стојић)‏ هو لاعب كرة قدم صربي في مركز حراسة المرمى، ولد في 18 يناير 1959 في بوغوينو في البوسنة والهرسك. شارك مع منتخب يوغوسلافيا لكرة القدم. أما مع النوادي، فقد لعب مع دينامو زغرب ورويال أنتويرب ورويال أندرلخت ونادي بارتيزان ونادي رويال شارلروا ونادي لييج.

## وصلات خارجية
- رانكو ستوييتش على موقع قاعدة بيانات كرة القدم.إي يو (الإنجليزية)
- رانكو ستوييتش على موقع ناشيونال فوتبول تيمز (الإنجليزية)
- رانكو ستوييتش على موقع عالم كرة القدم.نت (الإنجليزية)